# 栋格县

栋格县在拉賈斯坦邦的位置

栋格县是印度拉賈斯坦邦的一個縣，位於該國西北部，面積7,194平方公里，識字率為62.46%，人口在2001至2011年期間增長17.33%，2011年人口1,421,711，人口密度每平方公里198人。

## 外部連結
- Tonk District website
- Tonk
- Tonk district Profile
- Official site
- Tonk District （页面存档备份，存于）

26°09′48″N 75°47′13″E / 26.16333°N 75.78694°E